# Kanal Martinique
Kanal Martinique je tjesnac u Karipskom moru koji odvaja otok Union (Sveti Vincent i Grenadini) od otoka Carriacou (Grenada).